# نبردی دیگر
نبردی دیگر نام مجموعهٔ تلویزیونی ایرانی به کارگردانی «عبدالله باکیده» و تهیه کنندگی «مجید مولایی»است که در سال ۱۳۷۳ تولید و در سال ۱۳۷۴ از شبکه ۱ سیمای جمهوری اسلامی ایران  پخش گردید.

## خلاصه داستان
این مجموعه تلویزیونی مربوط به جنگ ایران و عراق است و زندگی اسرای ایرانی در اردوگاهی در عراق را به تصویر می‌کشد. گروهی از رزمندگان ایرانی به اسارت نیروهای بعث عراق در می‌آیند و به اردوگاهی منتقل می‌شوند که فرماندهٔ خشن و سختگیری ملقب به «مشعل» (با بازی اکبر سنگی) آن را اداره می‌کند. مشعل یکی از افسران استخبارات حزب بعث عراق بوده و حالا سخت به دنبال «حاج‌رسول رستگاری» (با بازی محمد امینی‌نسب) می‌گردد، چرا که «حاج‌رسول» که خود از فرماندهان ایرانی است، در «عملیات چزابه» نصفِ صورتِ مشعل را با آرپی‌جی سوزانده است و او، حالا به دنبال انتقام است...

## محل فیلمبرداری
فیلمبرداری این سریال در اردیبهشت ۱۳۷۳ در اطراف تهران، قزوین و همدان 
محل دقیق فیلمبرداری شهرآبگرم
روستای نجف آباد
آغاز گردید و در بهمن همان سال پایان پذیرفت.

## بازیگران و عوامل تولید
- با تشکر از پیمانکاری برادران دوستی

### بازیگران
- محمد امینی‌نسب در نقش «حاج‌رسول رستگاری»
- اکبر سنگی در نقش سرگرد «مشعل»
- شاهد احمدلو در نقش رزمنده جوان
- حسین خانی‌بیک در نقش سرهنگ فرمانده اردوگاه
- منوچهر حامدی در نقش تیمسار عراقی
- قاسم زارع در نقش ستوان عراقی
- غلامرضا علی‌اکبری در نقش آقا سید
- محمد پورستار
- نجفعلی هادی
- حسین کسری
- کاوه ابوضیا
- یوسف صادقی
- حسن محمدی
- مرتضی احمدخانی‌ها
- شاهین جعفری
- منوچهر جوهری
- محمد محمدی سلوط
- عباس تسلیمی
- حسین باکیده
- رسول بهارانگیز
- جعفر رضایی
- رزاق رادان
- نصراله عبادی
- غلام حسن اینانلو
- اصغر شاهسوند اینانلو
- ولی علمشاهی ولی ترکه

### عوامل تولید
- نویسنده و کارگردان: عبدالله باکیده
- دستیار اول کارگردان و برنامه ریز: علی سبزواری
- تصویربردار: محمد داودی، مهرزاد ناظری
- تدوین: رضا خصوعی
- طراح چهره‌پردازی: مرتضی اردستانی
- اجرای چهره‌پردازی: شهنام اسدی، جعفر رضایی، علیرضا مسافری
- جلوه‌های ویژه: بهمن روزبهانی
- صدابردار و افکت: مهدی دارابی
- موسیقی: فریبرز لاچینی
- شاعر: رضا اشعاری
- سرپرست گویندگان: ایرج رضایی
- طراح صحنه: عبدالله باکیده
- اجرای صحنه: حسین باکیده، ناصر باکیده
- مدیر صحنه: عباس تسلیمی
- منشی صحنه: حسین قناعت
- مدیر پروژه: سیدمظفر شجاعی
- مدیر تولید: سیدجلال نیایی
- تهیه‌کننده: مجید مولایی
- فرمت تصویر: ۱۶ میلیمتری
- تعداد قسمت‌ها: ۱۶ قسمت (هر قسمت ۴۵ دقیقه)
- مدت زمان: ۷۲۰ دقیقه
- محصول: گروه جنگ شبکه ۱ سیمای جمهوری اسلامی ایران
- سال تولید: ۱۳۷۳